# Mandatory Fun

Mandatory Fun est le quatorzième album du chanteur et parodiste « Weird Al » Yankovic, sorti en 2014.
Il s'est classé à la première place du Billboard 200 aux États-Unis.

## Liste des chansons
1. Handy (parodie de Fancy d’Iggy Azalea)
2. Lame Claim to Fame
3. Foil (parodie de Royals de Lorde)
4. Sports Song
5. Word Crimes (parodie de Blurred Lines de Robin Thicke)
6. My Own Eyes
7. Now That’s What I Call Polka!
8. Mission Statement
9. Inactive (parodie de Radioactive d’Imagine Dragons)
10. First World Problems (parodie de Pixies)
11. Tacky (parodie de Happy de Pharrell Williams)
12. Jackson Park Express